# デベツセル
デベツェル（ハンガリー語、Devecser）とは、ハンガリー西部のヴェスプレーム県に属する町の1つである。

## 事件
デベツェルは、おおよそ北緯47度6分、東経17度26分付近に位置している。この町には、だいたい東の方向から西の方向へとTornaと言う小川が流れている。2010年10月に、この小川のより上流の方に形成された（つまりデベツェルよりも東にある）アイカの町郊外のＫolontar(コロンタール）のアルミニウム工場の廃液を溜めていた池の堤防が決壊し、ここに溜まっていた重金属や強塩基を含む赤泥を含んだ廃液に襲われ、被害が出た

。